# 次椭圆形算子
次椭圆型算子是数学偏微分方程中的微分算子。开集{\displaystyle U\subset \mathbb {R} ^{n}}中的偏微分算子{\displaystyle P}被称为次椭圆型算子，如果对开子集{\displaystyle V\subset U}中定义的任何分布{\displaystyle u}都满足{\displaystyle Pu}和{\displaystyle u}都是{\displaystyle C^{\infty }}光滑。